# Walerija Sergejewna Kajumowa
Walerija Sergejewna Kajumowa (russisch Валерия Сергеевна Каюмова, englisch Valeriia Kayumova; geb. Васнецова/Wasnezowa; * 29. Mai 1997 in Moschga, Republik Udmurtien) ist eine russische Biathletin. Sie ist zweifache Juniorenweltmeisterin, war auf dieser Rennebene international sehr erfolgreich und stand mit der Staffel bisher dreimal auf einem Weltcuppodest.

## Sportliche Laufbahn

### Viele Erfolge auf Juniorenebene und im IBU-Cup (2016–2020)
Walerija Kajumowas erste internationale Auftritte erfolgten bei den Juniorenweltmeisterschaften 2016, wo sie mit der Jugendstaffel um Jaroslawa Perwakowa und Polina Schewnina die Goldmedaille gewann. Die Saison 2016/17 bestritt sie im IBU-Junior-Cup und gewann sogleich ihre ersten Wettkämpfe, auch im Sprintrennen der Junioren-WM war die Russin siegreich. Kurz vor Saisonende bestritt Kajumowa erstmals IBU-Cup-Rennen und verpasste gleich in ihrem ersten Rennen einen Podestplatz um nur drei Sekunden. Daraufhin bekam sie beim Saisonfinale in Oslo auch ihren ersten Einsatz im Weltcup und schloss den Sprint auf Rang 79 ab. Ab dem Winter 2017/18 lief die Russin durchgehend im IBU-Cup und erzielte gleich von Beginn an erste Podestplätze. Auch bei den Junioreneuropameisterschaften und den Juniorenbewerben der Sommerbiathlon-WM war Kajumowa sowohl in Einzel- als auch Staffelrennen siegreich. Von Beginn der Saison 2018/19 war sie Teil des Weltcupteams und war auch sofort erfolgreich. Auf der Pokljuka wurde die Russin 13. des Einzels und 21. des Sprints, beim Sprint von Hochfilzen sprang mit dem 18. Rang ein weiteres gutes Ergebnis heraus. Außerdem ging es im Staffelrennen mit Jewgenija Pawlowa, Jekaterina Jurlowa-Percht und Irina Starych auf den vierten Platz. Zurück im IBU-Cup fuhr sie in der Lenzerheide mit der Mixedstaffel ihren ersten Sieg ein. Am Ende des Winters nahm Wasnezowa an der Winteruniversiade in Krasnojarsk teil und gewann mit Alexander Dedjuchin die Goldmedaille in der Single-Mixed-Staffel. Regelmäßige Rennteilnahmen erfolgten dann erst wieder im Winter 2020/21, wo die Russin inklusive der Staffeln vier Wettkämpfe für sich entscheiden konnte.

### Etablierung im Weltcup (seit 2021)
Nach der Vorsaison, die sie auf Rang 8 der IBU-Cup-Gesamtwertung abschloss, lief Kajumowa 2021/22 wieder komplett im Weltcup. Bei den Wettkämpfen von Hochfilzen erzielte sie mit Swetlana Mironowa, Uljana Nigmatullina und Kristina Reszowa hinter der schwedischen Auswahl erstmals ein Podest im Weltcup. In Oberhof unterbot sie ihr bisheriges Bestresultat in einem Einzelrennen mit Rang 11 im Verfolger, bei den Staffeln von Ruhpolding und Antholz ging es zwei weitere Male auf das Podest. Beim Rennen in Südtirol war sogar der Sieg möglich, Irina Kasakewitsch schoss im Stehendanschlag allerdings drei Strafrunden; auch ihren ersten Massenstart erreichte Kajumowa in Antholz. Eigentlich stand sie auch im Aufgebot für die Olympischen Spiele von Peking, infizierte sich vor Ort allerdings mit dem Coronavirus. Kajumowa bekam somit keinen Einsatz und wurde durch Jewgenija Burtassowa ersetzt. Weitere Einsätze bekam sie im Winter nicht, da die Russen und Weißrussen vom Wettkampfgeschehen ausgeschlossen wurden. Die folgende Saison ließ die Russin aufgrund ihrer Schwangerschaft aus, zum Winter 2023/24 kam sie wieder zurück und startete im Commonwealth Cup. Dabei belegte sie im Endklassement Rang 16, konnte aber durchaus überraschend im Januar 2024 in Minsk einen Sprint für sich entscheiden. Ähnlich verlief die Folgesaison, in welcher Kajumowa Platz 18 in der Endwertung belegte. Dabei kam als bestes Saisonresultat ein siebter Platz zustande.

## Persönliches
Kajumowa lebt in Tschaikowski. Sie ist seit Juli 2022 verheiratet, vorher trat sie unter ihrem Geburtsnamen Wasnezowa an.

## Statistiken

### Weltcupplatzierungen
Die Tabelle zeigt alle Platzierungen (je nach Austragungsjahr einschließlich Olympische Spiele und Weltmeisterschaften).
- 1.–3. Platz: Anzahl der Podiumsplatzierungen
- Top 10: Anzahl der Platzierungen unter den ersten zehn (einschließlich Podium)
- Punkteränge: Anzahl der Platzierungen innerhalb der Punkteränge (einschließlich Podium und Top 10)
- Starts: Anzahl gelaufener Rennen in der jeweiligen Disziplin
- Staffel: inklusive Mixed- und Single-Mixed-Staffeln

| Platzierung               | Einzel | Sprint | Verfolgung | Massenstart | Staffel | Gesamt |
| ------------------------- | ------ | ------ | ---------- | ----------- | ------- | ------ |
| 1. Platz                  |        |        |            |             |         |        |
| 2. Platz                  |        |        |            |             | 2       | 2      |
| 3. Platz                  |        |        |            |             | 1       | 1      |
| Top 10                    |        |        |            |             | 5       | 5      |
| Punkteränge               | 1      | 6      | 4          | 1           | 5       | 17     |
| Starts                    | 4      | 12     | 7          | 1           | 6       | 30     |
| Stand: Saisonende 2021/22 |        |        |            |             |         |        |

### Weltcupwertungen
Ergebnisse bei Weltcups (Disziplinen- und Gesamtweltcup) gemäß Punktesystem.
| Saison  | Einzel | Einzel | Sprint | Sprint | Verfolgung | Verfolgung | Massenstart | Massenstart | Gesamt | Gesamt |
| Saison  | Platz  | Punkte | Platz  | Punkte | Platz      | Punkte     | Platz       | Punkte      | Platz  | Punkte |
| ------- | ------ | ------ | ------ | ------ | ---------- | ---------- | ----------- | ----------- | ------ | ------ |
| 2018/19 | 39.    | 28     | 56.    | 43     | 76.        | 10         | –           | –           | 57.    | 81     |
| 2021/22 | –      | –      | 36.    | 72     | 39.        | 55         | 33.         | 26          | 40.    | 153    |

### Jugend-/Juniorenweltmeisterschaften
Kajumowa nahm 2016 an den Jugend-, ab 2017 an den Juniorenwettkämpfen teil.
| Weltmeisterschaften | Weltmeisterschaften | Einzelwettbewerbe | Einzelwettbewerbe | Einzelwettbewerbe | Damenstaffel |
| Jahr                | Ort                 | Einzel            | Sprint            | Verfolgung        | Damenstaffel |
| ------------------- | ------------------- | ----------------- | ----------------- | ----------------- | ------------ |
| 2016                | Cheile Grădiștei    | 10.               | 10.               | 5.                | 1.           |
| 2017                | Osrblie             | 29.               | 24.               | 1.                | 3.           |
| 2018                | Otepää              | –                 | 4.                | 5.                | 3.           |

### IBU-Cup-Siege
| Nr. | Datum         | Ort         | Disziplin      |
| --- | ------------- | ----------- | -------------- |
| 1.  | 27. Jan. 2019 | Lenzerheide | Mixedstaffel 1 |
| 2.  | 17. Jan. 2021 | Arber       | Staffel 2      |
| 3.  | 22. Jan. 2021 | Arber       | Sprint         |
| 4.  | 23. Jan. 2021 | Arber       | Mixedstaffel 3 |
| 5.  | 18. Feb. 2021 | Osrblie     | Staffel 4      |

### Junior-Cup-Siege
| Nr. | Datum         | Ort        | Disziplin      |
| --- | ------------- | ---------- | -------------- |
| 1.  | 15. Dez. 2016 | Hochfilzen | Sprint         |
| 2.  | 27. Jan. 2017 | Pokljuka   | Mixedstaffel 1 |
| 3.  | 29. Jan. 2017 | Pokljuka   | Sprint         |